# إمي ماير
إمي ماير (باليابانية: エミ・マイヤー) هي مغنية وعازفة بيانو يابانية، ولدت في مارس 1987 في كيوتو في اليابان.

## وصلات خارجية
- الموقع الرسمي
- إمي ماير على موقع ميوزك برينز (الإنجليزية)
- إمي ماير على موقع ديسكوغز (الإنجليزية)